# Tatuerade tårar
Tatuerade Tårar är Attentats första studioalbum och det första albumet som Nacksvings underetikett Hiss Records ger ut. Titeln syftar på ett TV-program om unga killar i fängelse, som sändes under perioden som Attentat spelade in albumet. 
Albumet har återutgivits i Tyskland på Ingognito Records 1998. Då med Attentats två första singlar som bonusspår. 

## Låtarna på albumet
Sid A
1. Non smoking generation 2.36
2. Masken 3.41
3. Ingen ler 2.31
4. Hårdingen 2.25
5. Va kan det va? 2.51
6. (Den lille) Folkpartisten 2.45

Sid B
1. Unga & många 3.04
2. Rätten till ett liv 5.15
3. Båten 2.40
4. Maktlös 3.11
5. Tack ska du ha 2.15
6. Glad 2.54

Text och musik: Attentat, förutom ”Båten” (trad arr./C Vreeswijk). 

## Medverkande
- Attentat: Mats Jönsson, Magnus Rydman, Cristian Odin och Peter Björklund.
- Hans Rydman - klarinett
- Kai Martin - klockspel.